# Новый Коротыч
Но́вый Коро́тич либо Но́вый Коро́тыч (укр. Новий Коротич; до 2016 г. Коммуна́р) — посёлок, Коротичанский поселковый совет, Харьковский район, Харьковская область, Украина.
Код КОАТУУ — 6325157001. Население по переписи 2001 года составляло 840 (389/451 м/ж) человек.

## Географическое положение
Посёлок находится на пересечении автомобильных дорог Р-51 и М-03 (E 40) и примыкает к пгт Коротыч.
Вокруг посёлка несколько садовых массивов.
Рядом проходят несколько железнодорожных веток, ближайшая станция Коротич (1,5 км).

## История
- 1929 год — основан совхоз «Комму́на».
- Перед ВОВ село называлось Коммуна[1].
- После поражения Третьего рейха в Курской битве началось наступление советских войск. 16 августа 1943 года при освобождении Харькова от немецкой оккупации командующий Степным фронтом Советской армии И. С. Конев поставил задачу[11] Пятой гвардейской танковой армии (командир Павел Ротмистров), находившейся в тот момент в Дергачёвском районе, окружить немецкую Харьковскую группировку с юго-запада: ударом через Гавриловку-Коротич-Рай-Еленовку на Покотиловку[12] соединиться с наступавшей с северо-востока 7-й гвардейской армией и с востока — 57-й армией в районе Высокий-Карачёвка-Бабаи[12], замкнув кольцо. Окружение осуществить не удалось, но 5-я танковая армия с 21-го по 19.00 27 августа[13] семь дней атаковала немцев через реку Уды на Коммунар и Коротич, концентрируясь в лесу на её южной окраине Пересечной[4] и потеряв несколько сотен танков[4][13]. Коммунар стал местом семидневных ожесточённых боёв, несколько раз переходил из рук в руки, и вечером 27 августа гвардейский Зимовниковский механизированный корпус окончательно овладел большей частью Коммунара[4].
- После августа 1943 — дата присвоения селу статуса посёлка после освобождения от нацистской оккупации.
- 12 мая 2016 года[6] название посёлка — «Коммунар» — было «декоммунизировано»[14] ВРУ и он переименован в Новый Коротич[5][6][7][8][9].
- 21 октября 2023 года по находящемуся в посёлке сортировочному складу Новой почты нанесла ракетный удар российская армия. Погибли 8 сотрудников и ранены 15[15][16].

## Экономика
- Харьковский аэроклуб им. В. С. Гризодубовой ОСО Украины[17], аэродром «Коротич».

## Достопримечательности
- Братская могила советских воинов, среди которых похоронен Михаил Карнаков — Герой Советского Союза. Похоронены 174 воина.